# Freziera rufescens
Espèce
Synonymes
- Eroteum canescens (Humb. & Bonpl.) Kuntze[2]
- Eurotium canescens Kuntze[2]
- Eurya canescens Blume[2]
- Freziera canescens f. rufescens Kobuski[2]
- Freziera rufescens (Kobuski) A.L. Weitzman[2]

Statut de conservation UICN

 VU A1c : Vulnérable
Freziera rufescens est une espèce de plantes à fleurs de la famille des Pentaphylacaceae.

## Publication originale
- Kew Bulletin 74(14):. 2019. (15 Mar. 2019)